# Melbourne (LGA)
City of Melbourne is een Local Government Area (LGA) in Australië in de staat Victoria. Het vormt het hart van de agglomeratie Melbourne. City of Melbourne telt 135.959 inwoners. Het bestuur zetelt in Melbourne (Central Business District).